# World of Warplanes
A World of Warplanes a Wargaming.net által fejlesztett ingyenes MMO videójáték, amelyben az első világháború és 1960-as évek között kifejlesztett harci repülőgépekkel harcolnak egymással a játékosok. Száznál több német, szovjet, amerikai, japán és brit repülőgép játszható, három kategóriára (vadászgép, nehéz vadászgép, vadászbombázó) és 10 szintre osztva. A csatákban két 15 fős csapat harcol a győzelemért, amit az összes ellenség lelövésével vagy a légi fölény megszerzésével lehet elérni.

## Története
Fejlesztéséről először a World of Tanks készülésének korai szakaszában esett szó; hivatalosan a 2011-es E3-on jelentették be, a World of Tanks megjelenése után két hónappal. Elkészítését a Wargaming kijevi fejlesztőközpontja, a Persha Studia kezdte el. Az alfatesztelés 2011 augusztusában kezdődött meg, ebben a hónapban megjelent az első nyilvános trailer is a játékról.
Elsőként az amerikai gépeket készítették el a játékhoz. A zárt bétatesztelés 2012. május 30-án kezdődött meg, amire mintegy 2 millió jelentkezés érkezett az első három hónapban. A nyilvános bétatesztelés 2013. július 2-án kezdődött meg. A játék november 12-én jelent meg a FÁK országokban és egy nappal később az Egyesült Államokban és Európában.